# Mount McClintock
Mount McClintock är ett berg i Antarktis. Det ligger i Östantarktis. Australien gör anspråk på området. Toppen på Mount McClintock är 3 200 meter över havet.
Terrängen runt Mount McClintock är bergig österut, men västerut är den kuperad. Trakten är obefolkad. Det finns inga samhällen i närheten. 